# San Lorenzo, Quintana Roo
San Lorenzo är en ort i Mexiko.   Den ligger i kommunen Cozumel och delstaten Quintana Roo, i den östra delen av landet, 1 300 km öster om huvudstaden Mexico City. San Lorenzo ligger 5 meter över havet och antalet invånare är 134. Den ligger på ön Isla Cozumel.
Terrängen runt San Lorenzo är mycket platt. Havet är nära San Lorenzo åt nordväst. Runt San Lorenzo är det ganska tätbefolkat, med 139 invånare per kvadratkilometer. Närmaste större samhälle är San Miguel de Cozumel, 3,7 km nordväst om San Lorenzo. I omgivningarna runt San Lorenzo växer i huvudsak städsegrön lövskog.